# Ember to Inferno
Ember to Inferno – debiutancki album studyjny amerykańskiej grupy muzycznej Trivium. Został wydany 14 października 2003 roku przez niemiecką wytwórnię Lifeforce Records.
Na płycie zarejestrowano dwanaście utworów trwających w sumie 49 minut i 51 sekund.
Wokalista i gitarzysta Matt Heafy miał 17 lat, kiedy powstawał ten album.

## Lista utworów
1. "Inception the Bleeding Skies" – 0:35
2. "Pillars of Serpents" – 4:35
3. "If I Could Collapse the Masses" – 4:41
4. "Fugue (A Revelation)" – 4:21
5. "Requiem" – 4:53
6. "Ember to Inferno" – 4:11
7. "Ashes" – 0:53
8. "To Burn the Eye" – 7:01
9. "Falling to Grey" – 5:37
10. "My Hatred" – 4:34
11. "When All Light Dies" – 6:23
12. "A View of Burning Empires" – 1:48

### Bonusowe utwory (reedycja)
1. "Blinding Tears Will Break the Skies" – 5:40
2. "The Deceived" – 6:00
3. "Demon" – 3:27

Zmieniona wersja utworu "The Deceived" znalazła się na następnym albumie grupy, Ascendancy

## Twórcy
- Matt Heafy – śpiew, gitara
- Travis Smith – perkusja
- Brent Young – gitara basowa
- Jason Suecof – produkcja